# Isonychus paganus
Isonychus paganus är en skalbaggsart som beskrevs av Blanchard 1850. Isonychus paganus ingår i släktet Isonychus och familjen Melolonthidae. Inga underarter finns listade i Catalogue of Life.